# La Barranca
La Barranca ist eine Ortschaft im Departamento Chuquisaca im südamerikanischen Andenstaat Bolivien.

## Lage im Nahraum
La Barranca ist der größte Ort des Kanton Sijcha im Municipio Poroma in der Provinz Oropeza. Die Ortschaft liegt auf einer Höhe von 3006 m am Nordrand der Hochfläche der Hauptstadt Sucre. An La Barranca vorbei fließt der Quebrada Duraznomayu, der über den Río Gallego und den Río Huata Mayu zum Río Chico fließt, einem Nebenfluss des bolivianischen Río Grande.

## Geographie
La Barranca liegt östlich des Altiplano in der bolivianischen Cordillera Central. Das Klima ist ein gemäßigtes Höhenklima und ein typisches Tageszeitenklima, bei dem die mittlere Temperaturschwankung im Tagesverlauf stärker ausfällt als im Jahresverlauf.
Die Jahresdurchschnittstemperatur in der Region liegt bei etwa 16 °C (siehe Klimadiagramm Sucre), die Monatsdurchschnittswerte schwanken zwischen 14 °C im Juni/Juli und 17 °C im Oktober/November. Der Jahresniederschlag beträgt etwa 700 mm und weist fünf aride Monate von Mai bis September mit Monatswerten unter 25 mm auf, und eine deutliche Feuchtezeit von Dezember bis Februar mit Monatsniederschlägen zwischen 125 und 150 mm.

## Verkehrsnetz
La Barranca liegt in einer Entfernung von zwanzig Straßenkilometern nördlich von Sucre, der Hauptstadt des Departamentos.
Durch Sucre führt die Nationalstraße Ruta 5, die in West-Ost-Richtung von der chilenischen Grenze im Westen über Sucre bis ins Tiefland von Santa Cruz führt; und die Ruta 6, die von der Grenze zu Paraguay über Sucre in Nord-West-Richtung bis Machacamarca im Departamento Oruro führt.
Die Straße von Sucre nach Pojpo folgt vom Stadtzentrum aus zuerst der Ruta 5 nach Norden und verlässt dann die Ruta 5 im Barrio Katalla Baja, lässt das Flugfeld des alten Flughafens von Sucre „Juana Azurduy de Padilla“ linker Hand liegen und erreicht vorbei an der Ortschaft Llimphi schließlich La Barranca. Von hier aus führt die Straße weiter in nördlicher Richtung bis Piocera im Kanton Pojpo.

## Bevölkerung
Die Einwohnerzahl der Ortschaft ist im vergangenen Jahrzehnt deutlich angestiegen:
| Jahr | Einwohner         | Quelle       |
| ---- | ----------------- | ------------ |
| 1992 | keine Detaildaten | Volkszählung |
| 2001 | 320               | Volkszählung |
| 2012 | 421               | Volkszählung |
| 2024 |                   | Volkszählung |

Die Region weist einen hohen Anteil an Quechua-Bevölkerung auf, im Municipio Poroma sprechen 99,5 Prozent der Bevölkerung Quechua.